# プチェラ-1T
プチェラ
発進ランプ上のプチェラ-1T
- 用途：無人航空機
- 設計者：ヤコブレフ設計局
- 製造者：
- 運用者：ロシア空軍
- 初飛行：1990年

ヤコブレフ・プチェラ-1Tとはソ連のヤコブレフ設計局で製造された無人航空機（UAV）である。ロシア語で「Пчела」は蜂の意。主な用途はダウンリンクしたビデオカメラで戦場の状況を偵察、観測することである。他の用途には、攻撃目標の指示や訓練標的としての使用が含まれる。

## 設計
プチェラは、2基の固体推進剤ブースターロケットエンジンによるロケットアシストで発進する。また回収にはパラシュートを使う。プチェラ-1Tの航続距離は60kmで、高度は100mから2500mを飛行する。速力は120から180km/h。この機体の最大離陸重量は138kgである。ヤコブレフはこの航空機の滞空時間を2時間と記録している。

## 採用国

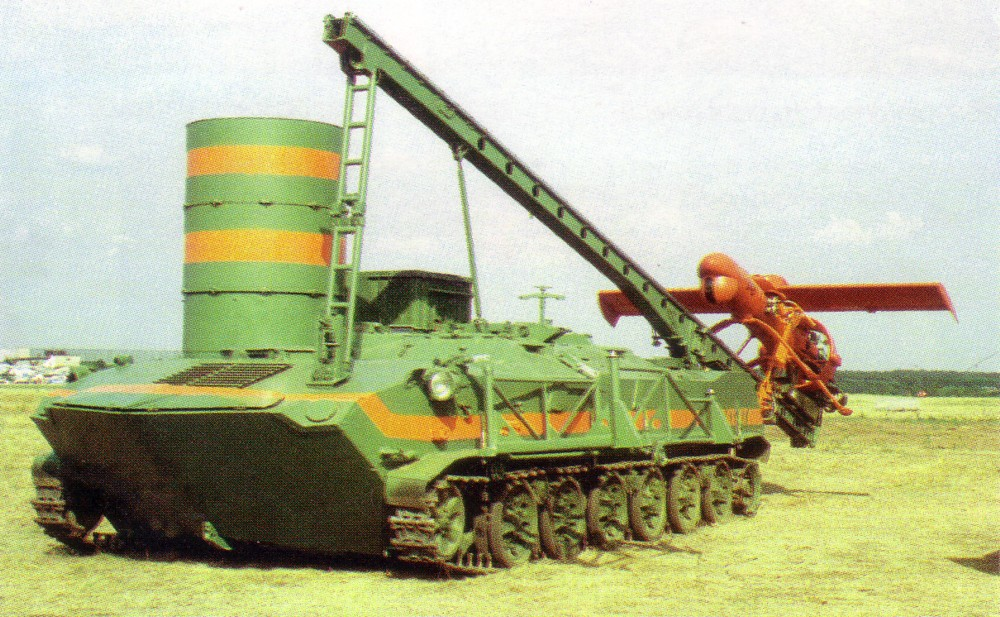
BTR-Dのランチャーに載せられたプチェラ-1T UAV

- ロシア[1]
- 朝鮮民主主義人民共和国[2][3]